# La Belle au bois dormant : La Malédiction
Pour plus de détails, voir Fiche technique et Distribution.
La Belle au bois dormant : La Malédiction (titre original : Sleeping Beauty) est un film fantastique et d’aventure américaine de Casper Van Dien, produit par le groupe de cinéma indépendant The Asylum, sorti en DVD le 22 septembre 2015.

## Synopsis
Lorsqu’un jeune prince et son aide de confiance apprennent qu’une belle princesse est maudite et plongée dans un sommeil éternel, ils se lancent dans un voyage pour la sauver. Ils doivent combattre une reine maléfique et des légions de monstres morts-vivants avant qu’elle ne soit libre.

## Distribution
- Grace Van Dien : La Princesse Dawn
- Finn Jones : Barrow
- Olivia d'Abo : La Reine Tambria
- Catherine Oxenberg : La Reine Violet[1]
- Casper Van Dien : Le Roi David
- Edward Lewis French : Le Prince Jayson
- Maya Van Dien : Newt
- Celeste Van Dien : Serene
- Christina Wolfe : Annabelle
- David Elliot (III) : Wilhelm
- Dylan Vox : Jacob
- Gil Kolirin : Gruner
- Jonas Talkington : Steward Jonas
- Luke Cousins : Frederick
- Michael York : Le narrateur[2]
- Clive Sawyer : Earlin
- Georgia Hull : Bindlebelle
- Kalina Stoimenova : Rosamauod
- Nikolay Bakalov : Carl[4]

La famille royale est jouée par Casper Van Dien, sa femme Catherine et leurs trois filles.

## Versions
Le tournage du film a eu lieu au château de Ravadinova en Bulgarie. Il est sorti le 16 juillet 2014 en Corée du Sud et le 22 septembre 2015 en DVD

## Accueil

### Réception critique
Foywonder, de Dread Central, suppose que ce film existe uniquement pour essayer de surfer sur le succès du prochain film à gros budget de Disney sur La Belle au bois dormant, Maléfique. Cependant, c’est très lent, assez ennuyeux et complètement dépourvu de romance ou d’excitation. Olivia d'Abo dans le rôle de Tambria est la seule qui semble s’amuser réellement en jouant son rôle moins comme une méchante reine sorcière.
Le film a obtenu un score d’audience de 24% sur Rotten Tomatoes.